# Reattore nucleare CPR
Il Reattore nucleare CPR (China Pressurized Reactor, o conosciuto anche come improved Chinese PWR) è una filiera di reattori nucleari ad acqua pressurizzata di II+ generazione.

## Il progetto
| Caratteristiche generali del progetto base |         |
| Potenza elettrica (netta)                  | 1000MWe |
| Elementi di combustibile                   | 157     |
| Vita operativa (stimata)                   | 60 anni |

È stato progettato dalla AREVA per il mercato cinese, ha controlli e strumentazioni digitali, con un'aspettativa di funzionamento di 60 anni e una potenza elettrica di 1000 MW netti (1080 MW lordi). Il reattore è stato disegnato per un grande risparmio economico rispetto ad altri modelli al momento in commercio o allo studio, il costo di costruzione è inferiore a 10.000 ¥/kW (1500$/kW). Il tempo di costruzione del reattore è attorno ai 52 mesi, se non oltre. Assieme all'AP1000 sarà, secondo le previsioni, il reattore più presente in Cina nei prossimi decenni.
La casa produttrice francese mantiene i diritti intellettuali sul reattore, questo impedisce la possibilità per la Cina di vendita all'estero del reattore senza un accordo preventivo con la casa produttrice; questo fa sì che il reattore non entri in competizione con l'Atmea.

## Evoluzioni e modifiche al progetto base

### Reattore ACPR
Gli  ACPR-1000 sono una futura evoluzione di questo modello di reattori. Shanming Zhang, presidente della CGNPC, ha annunciato a fine novembre 2010 che in futuro il design del CPR potrebbe essere esportato all'estero: infatti entro il 2013 un'ulteriore evoluzione del progetto renderà il progetto libero dai vincoli di proprietà intellettuale detenuti al momento dall'AREVA, risultando il progetto come un reattore di III gen, ed esportabile in altri paesi.

## Il CPR nel mondo
| Reattori operatividati aggiornati alla rispettiva pagina nazionale                 |                    |           |                    |                                    |                                   |                        |
| Centrale                                                                           | Potenza netta (MW) | Modello   | Inizio costruzione | Allacciamento alla rete            | Produzione commerciale            | Dismissione (prevista) |
| Changjiang (Cina) (Reattore 1)                                                     | 610                | CNP600    | 25 aprile 2010     | 7 novembre 2015                    | 25 dicembre 2015                  |                        |
| Changjiang (Cina) (Reattore 2)                                                     | 610                | CNP600    | 21 novembre 2010   | 20 giugno 2016                     | 12 agosto 2016                    |                        |
| Fangchenggang (Cina) (Reattore 1)                                                  | 1000               | CPR1000   | 30 luglio 2010     | 25 ottobre 2015                    | 1 gennaio 2016                    |                        |
| Fangchenggang (Cina) (Reattore 2)                                                  | 1000               | CPR1000   | 23 dicembre 2010   | 15 luglio 2016                     | 1 ottobre 2016                    |                        |
| Fangjiashan (Cina) (Reattore 1)                                                    | 1012               | CPR1000   | 26 dicembre 2008   | 4 novembre 2014                    | 12 gennaio 2015                   |                        |
| Fangjiashan (Cina) (Reattore 2)                                                    | 1012               | CPR1000   | 17 luglio 2009     | 15 dicembre 2014                   | 12 febbraio 2015                  |                        |
| Fuqing (Cina) (Reattore 1)                                                         | 1000               | CNP1000   | 26 dicembre 2008   | 20 agosto 2014                     | 22 novembre 2014                  |                        |
| Fuqing (Cina) (Reattore 2)                                                         | 1000               | CNP1000   | 17 luglio 2009     | 6 agosto 2015                      | 16 ottobre 2015                   |                        |
| Fuqing (Cina) (Reattore 3)                                                         | 1000               | CNP1000   | 31 dicembre 2010   | 7 settembre 2016                   | 24 ottobre 2016                   |                        |
| Fuqing (Cina) (Reattore 4)                                                         | 1000               | CNP1000   | 17 novembre 2012   | 29 luglio 2017                     | 17 settembre 2017                 |                        |
| Fuqing (Cina) (Reattore 5)                                                         | 1000               | Hualong 1 | 7 maggio 2015      | 27 novembre 2020                   | 2019                              |                        |
| Hongyanhe (Cina) (Reattore 1)                                                      | 1061               | CPR1000   | 18 agosto 2007     | 17 febbraio 2013                   | 7 giugno 2013                     |                        |
| Hongyanhe (Cina) (Reattore 2)                                                      | 1061               | CPR1000   | 28 marzo 2008      | 23 novembre 2013                   | 13 maggio 2014                    |                        |
| Hongyanhe (Cina) (Reattore 3)                                                      | 1061               | CPR1000   | 7 marzo 2009       | 23 marzo 2015                      | 16 agosto 2015                    |                        |
| Hongyanhe (Cina) (Reattore 4)                                                      | 1061               | CPR1000   | 15 agosto 2009     | 1 aprile 2016                      | 19 settembre 2016                 |                        |
| Hongyanhe (Cina) (Reattore 5)                                                      | 1000               | ACPR      | 29 marzo 2015      | 25 giugno 2021                     | fine 2021                         |                        |
| Ling Ao (Cina) (Reattore II-1)                                                     | 1007               | CPR1000   | 15 dicembre 2005   | 15 luglio 2010                     | 20 settembre 2010                 |                        |
| Ling Ao (Cina) (Reattore II-1)                                                     | 1007               | CPR1000   | 15 giugno 2006     | 3 maggio 2011                      | 7 agosto 2011                     |                        |
| Ningde (Cina) (Reattore 1)                                                         | 1018               | CPR1000   | 18 febbraio 2008   | 28 dicembre 2012                   | 15 aprile 2013                    |                        |
| Ningde (Cina) (Reattore 2)                                                         | 1018               | CPR1000   | 12 novembre 2008   | 4 gennaio 2014                     | 4 maggio 2014                     |                        |
| Ningde (Cina) (Reattore 3)                                                         | 1018               | CPR1000   | 8 gennaio 2010     | 21 marzo 2015                      | 10 giugno 2015                    |                        |
| Ningde (Cina) (Reattore 4)                                                         | 1018               | CPR1000   | 29 settembre 2010  | 29 marzo 2016                      | 21 luglio 2016                    |                        |
| Qinshan (Cina) (Reattore II-1)                                                     | 610                | CNP600    | 2 giugno 1996      | 6 febbraio 2002                    | 18 aprile 2002                    |                        |
| Qinshan (Cina) (Reattore II-2)                                                     | 610                | CNP600    | 1º aprile 1997     | 11 marzo 2004                      | 3 maggio 2004                     |                        |
| Qinshan (Cina) (Reattore II-3)                                                     | 619                | CNP600    | 28 marzo 2006      | 1º agosto 2010                     | 21 ottobre 2010                   |                        |
| Qinshan (Cina) (Reattore II-4)                                                     | 619                | CNP600    | 28 gennaio 2007    | 25 novembre 2011                   | 30 dicembre 2011                  |                        |
| Tianwan (Cina) (Reattore 5)                                                        | 1000               | CNP1000   | 27 dicembre 2015   | 8 agosto 2020                      | fine 2020                         |                        |
| Tianwan (Cina) (Reattore 6)                                                        | 1000               | CNP1000   | 7 settembre 2016   | 11 maggio 2021                     | metà 2021                         |                        |
| Yangjiang (Cina) (Reattore 1)                                                      | 1000               | CPR1000   | 16 dicembre 2008   | 31 dicembre 2013                   | 25 marzo 2014                     |                        |
| Yangjiang (Cina) (Reattore 2)                                                      | 1000               | CPR1000   | 4 giugno 2009      | 10 marzo 2015                      | 5 giugno 2015                     |                        |
| Yangjiang (Cina) (Reattore 3)                                                      | 1000               | CPR1000   | 15 novembre 2010   | 18 ottobre 2015                    | 1 gennaio 2016                    |                        |
| Yangjiang (Cina) (Reattore 4)                                                      | 1000               | CPR1000   | 17 novembre 2012   | 8 gennaio 2017                     | 15 marzo 2017                     |                        |
| Yangjiang (Cina) (Reattore 5)                                                      | 1000               | ACPR      | 18 settembre 2013  | 24 maggio 2018                     | 12 luglio 2018                    |                        |
| Yangjiang (Cina) (Reattore 6)                                                      | 1000               | ACPR      | 23 dicembre 2013   | 29 giugno 2019                     | 24 luglio 2019                    |                        |
| Kanupp (Pakistan) (Reattore 2)                                                     | 1014               | ACP-1000  | 20 agosto 2015     | 18 marzo 2021                      | metà 2021                         |                        |
| Reattori in costruzione                                                            |                    |           |                    |                                    |                                   |                        |
| Centrale                                                                           | Potenza netta (MW) | Modello   | Inizio costruzione | Allacciamento alla rete (previsto) | Produzione commerciale (previsto) | Costo (previsto)       |
| Changjiang (Cina) (Reattore 3)                                                     | 1000               | Hualong 1 | 31 marzo 2021      | 2026                               | 2026                              |                        |
| Fangchenggang (Cina) (Reattore 3)                                                  | 1000               | HPR1000   | 24 dicembre 2015   | 2020                               | 2020                              |                        |
| Fangchenggang (Cina) (Reattore 4)                                                  | 1000               | HPR1000   | 23 dicembre 2016   | 2021                               | 2021                              |                        |
| Fuqing (Cina) (Reattore 6)                                                         | 1000               | Hualong 1 | 22 dicembre 2015   | 2020                               | 2020                              |                        |
| Hongyanhe (Cina) (Reattore 6)                                                      | 1000               | ACPR      | 24 luglio 2015     | 2020                               | 2020                              |                        |
| Sanaocun (Cina) (Reattore 1)                                                       | 1117               | HRP1000   | 30 dicembre 2020   | 2025                               | 2025                              |                        |
| Taipingling (Cina) (Reattore 1)                                                    | 1116               | HPR1000   | 26 dicembre 2019   | 2024                               | 2024                              |                        |
| Taipingling (Cina) (Reattore 2)                                                    | 1116               | HPR1000   | 15 ottobre 2020    | 2025                               | 2025                              |                        |
| Zhangzhou (Cina) (Reattore 1)                                                      | 1126               | Hualong 1 | 16 ottobre 2019    | 2024                               | 2024                              |                        |
| Zhangzhou (Cina) (Reattore 2)                                                      | 1126               | Hualong 1 | 4 settembre 2020   | 2025                               | 2025                              |                        |
| Kanupp (Pakistan) (Reattore 3)                                                     | 1014               | Hualong 1 | 31 maggio 2016     | 2021                               | 2022                              |                        |
| Reattori pianificati ed in fase di proposta                                        |                    |           |                    |                                    |                                   |                        |
| Sono programmati e proposti in Cina, al vaglio le versioni evolute in altri stati. |                    |           |                    |                                    |                                   |                        |
| NOTE: - Il design del reattore è stato studiato per il mercato cinese.             |                    |           |                    |                                    |                                   |                        |